# Allons, allons les enfants
"Allons, allons les enfants" (tradução portuguesa: Vamos, vamos crianças") foi a canção que representou o Mónaco no Festival Eurovisão da Canção 1961 que teve lugar em Cannes em 17 de março desse ano.
A canção foi interpretada em francês pela cantora francesa Colette Deréal. Foi a segunda canção a ser interpretada na noite do festival, a seguir à canção da Espanha "Estando contigo", cantada por Conchita Bautista e antes da canção da Áustria "Senhsucht, interpretada por Jimmy Makulis. Terminou a competição em 10.º lugar, tendo recebido um total de 6 pontos. No ano seguinte, o Mónaco fez-se representar por François Deguelt que interpretou a canção "Dis rien".

## Autores
- Letrista: Pierre Delanoë
- Compositor: Hubert Giraud
- Orquestrador: Raymond Lefèvre

## Letra
A música é um apelo de Deréal para as crianças do mundo sairem das cidades em todo o mundo para celebrar a alegria da Primavera. Ela canta que esta é a única maneira para que eles realmente vivam.

## Outras versões
- versâo alternativa (francês) [2:15]